# 磯部桜川公園
磯部桜川公園（いそべさくらがわこうえん）は、茨城県桜川市磯部に位置する都市公園である。桜川のサクラで知られる。

## 概要

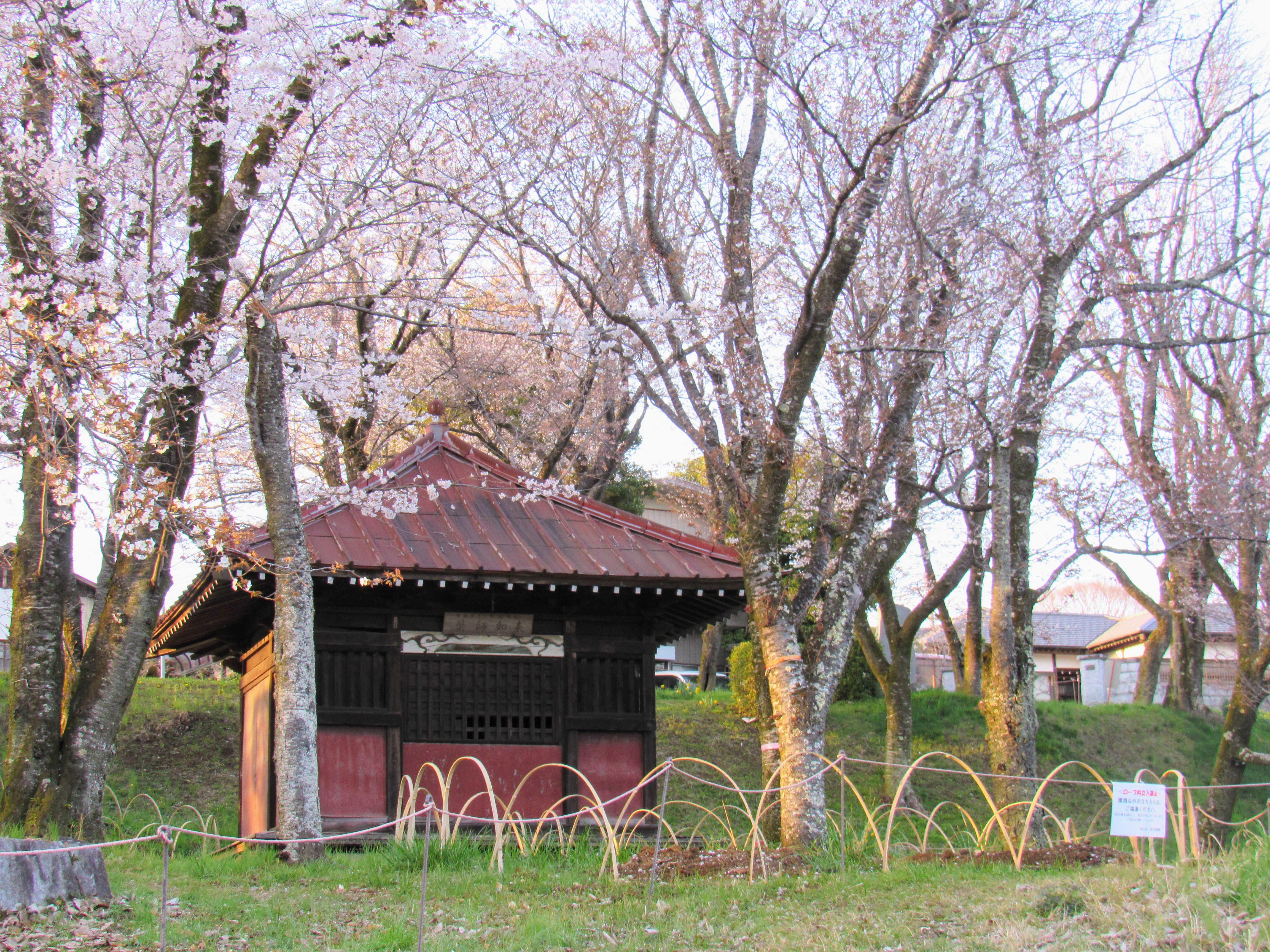
公園内の薬師堂

1974年（昭和49年）に「桜川のサクラ」が国の天然記念物に指定された後、1980年（昭和55年）から都市公園としての整備が始まり、1987年（昭和62年）に完成した。なお、公園が整備される前から桜川はサクラの名所として知られ、1924年（大正13年）には国の名勝に指定され、三好学も桜川特産としていくつかのサクラの品種を発表していた。
園内には山桜約500本を中心に計755本の桜が植えられているものの、拡張造成された部分には山桜が殆どなく、染井吉野や八重桜などの園芸品種が中心となっている。

## 公園内の品種
- ソメイヨシノ（染井吉野）
- 八重桜
- フゲンゾウ（普賢象）
- シロヤマザクラ（白山桜）
- カスミザクラ（霞桜）
- チョウシュウヒザクラ（長州緋桜）
- サノザクラ（佐野桜）
- オオシマザクラ（大島桜）
- シラユキ（白雪）
- ヤエベニトラノオ（八重紅虎の尾）
- カンヒザクラ（寒緋桜）
- ケンロクヒザクラ（兼六緋桜）
- シロタエ（白妙）
- ウコン（鬱金）
- コナンデン（小南殿）
- オオヤマザクラ（大山桜）

など

## イベント
桜川の桜まつりの会場として使用されている。

## 周辺の施設
- 磯部稲村神社
- 月山寺

## 交通アクセス
- 羽黒駅より徒歩20分
- 岩瀬駅よりタクシー